# Elaenia obscura
El fiofío oscuro (en Argentina) (Elaenia obscura), también denominado fiofío cordillerano, elenia oscura (en Ecuador) o fío-fío oscuro (en Perú), es una especie de ave paseriforme de la familia Tyrannidae perteneciente al numeroso género Elaenia. Es nativo de regiones andinas del oeste de América del Sur.

## Distribución y hábitat
Se distribuye a lo largo de la pendiente oriental de la cordillera de los Andes, desde el sur de Ecuador (Azuay, Loja) hacia el sur, por Perú y Bolivia hasta el noroeste de Argentina (al sur hasta Tucumán).
Esta especie es considerada poco común en su hábitat natural: el estrato bajo y los bordes de selvas húmedas montanas, principalmente entre los 1700 y 3000 m de altitud.

## Descripción
Es escasa, de ocurrencia localizada en el sotobosque y bordes de bosques. Es una Elaenia grande, mide 18 cm de longitud, de cabeza arredondada y pico corto, lo que le da una apariencia medio infantil. Color oliváceo oscuro en las partes superiores con anillo ocular amarillento, formado por medias lunas arriba y abajo del ojo; sin cresta o mancha en la corona. Alas más oscuras con dos listas amarillentas. Garganta amarillenta, pecho y flancos levemente oliváceos, abdomen amarillo claro. 

## Sistemática

### Descripción original
La especie E. obscura fue descrita por primera vez por los naturalistas franceses Alcide d'Orbigny y Frédéric de Lafresnaye en 1837 bajo el nombre científico de Muscipeta obscura; la localidad tipo es: «Yungas de Bolivia».

### Etimología
El nombre genérico femenino «Elaenia» deriva del griego «ελαινεος elaineos» que significa ‘de aceite de oliva’, ‘oleaginosa’; y el nombre de la especie «obscura», proviene del latín «obscurus» que significa ‘oscuro’.

### Taxonomía
No posee subespecies, ya que la anteriormente denominada Elaenia obscura sordida que era considerada conespecífica con la presente, fue elevada a especie plena con base en diferencias morfológicas, de vocalización y de hábitat, lo que fue reconocido en la Propuesta N° 806 al Comité de Clasificación de Sudamérica (SACC).